# Koncert (obraz Jana Vermeera)

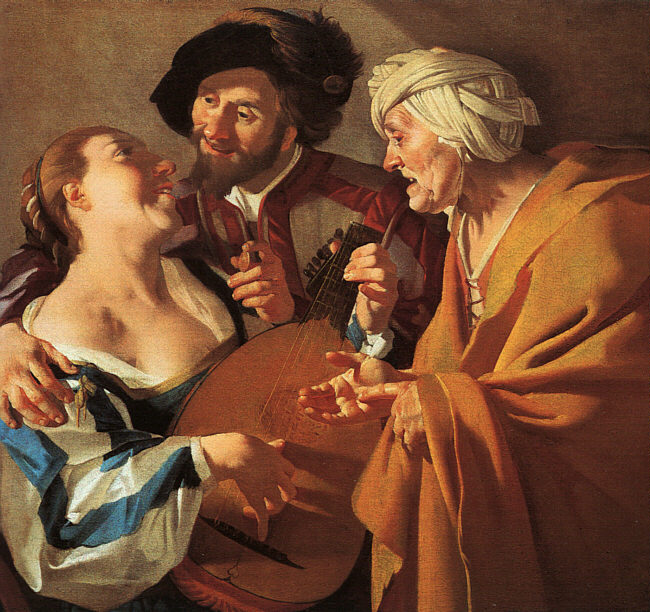
Dirck van Baburen, Kuplerka, 1622

Koncert (niderl. Het concert) – obraz Jana Vermeera datowany na lata 1663–1666. Płótno sygnowane na środku, po prawej: IVMeer.
Obraz został nabyty w 1892 roku przez Isabellę Stewart Gardner na licytacji spadku po Thoré-Bürgerze. Eksponowany był w Isabella Stewart Gardner Museum w Bostonie, skąd został skradziony 18 marca 1990 wraz z 12 innymi dziełami sztuki, w tym trzema Rembrandta, czterema Edgara Degas, jednym Édouarda Maneta i jednym Govaerta Flincka. Do dziś pozostaje nieodnaleziony.
Płótno przedstawia scenę w bogatym wnętrzu, rozgrywającą się w pewnej odległości od widza. Pomieszczenie z oknem z lewej strony ma podłogę wyłożoną biało-czarną posadzką. Na pierwszym planie widoczny jest fragment stołu z udrapowana tkaniną o leżącymi instrumentami. Pod ścianą rozgrywa się tytułowa scena – koncert. Na klawesynie gra młoda kobieta, siedząca bokiem do patrzącego. Dziewczynie akompaniuje lutnista, którego widać tylko plecy. Trzecia z postaci śpiewa na stojąco. Za nimi na ścianie zawieszone są dwa obrazy. Ten z prawej to Kuplerka Dircka van Baburena, która była własnością teściowej Vermeera, a która prawdopodobnie zainspirowała malarza do stworzenia płótna U stręczycielki. Oprócz Koncertu obraz ten pojawił się także w Dziewczynie siedzącej przy klawesynie.